# Famille de Saulces de Freycinet
La famille de Saulces de Freycinet est une famille subsistante d'ancienne bourgeoisie française.
Cette famille s'est illustrée au cours du XIXe siècle. Elle compte parmi ses membres deux contre-amiraux dont l'un eut de hautes responsabilités. Louis de Freycinet fut connu pour son expédition autour du Monde. Charles de Freycinet fut plusieurs fois ministre mais aussi président du Conseil des ministres.

## Histoire
Cette famille  est originaire du Dauphiné, de la ville de Bourdeaux (Drôme) où elle est connue depuis 1450. Elle s'est répandue dans l'ancien Diois et Valentinois.
Plusieurs branches dont Saulces de la Tour (éteinte au XIXe siècle), Saulces de la Rivière (éteinte au XVIIe siècle), Saulces de Fontclair (éteinte à la fin du XVIe siècle) et Saulces de Freycinet, du nom d’une terre près du bourg de Mirmande (Drôme), acheté en 1623 par Jean de Saulces, notaire à Valence.
Elle est principalement de confession protestante.
Cette famille s'est illustrée au cours du XIXe siècle avec différentes personnalités :
Louis Henri de Saulces de Freycinet, né en 1777, embrasse une carrière d'officier de marine qu'il termine au grade de contre-amiral. Il occupe différents postes de gouverneur. Il est fait baron à titre personnel par le roi Charles X.

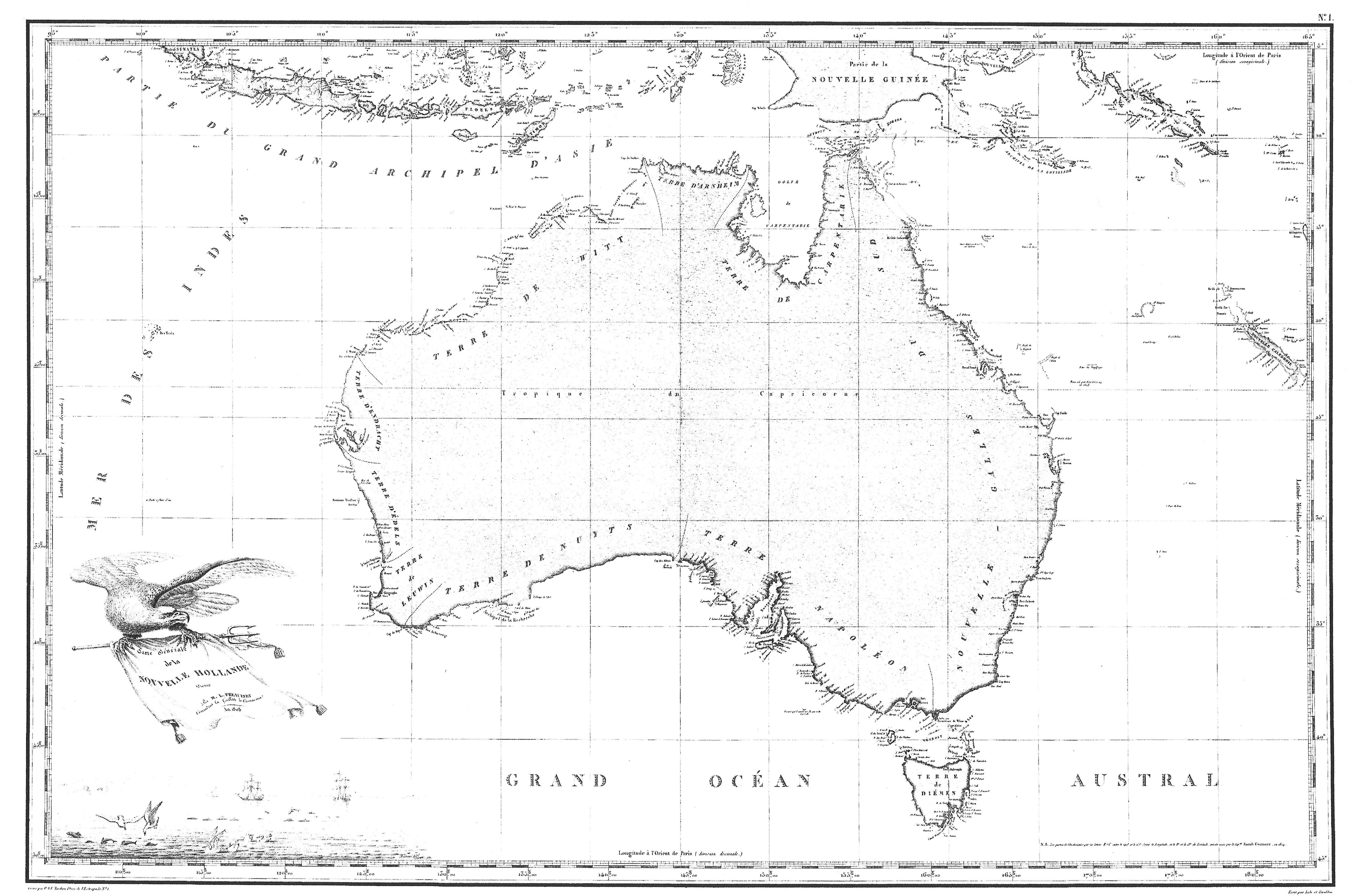
Carte de Freycinet (1811) – La première carte complète de la Nouvelle-Hollande (Australie) qui sera publiée.

Louis Claude de Saulces de Freycinet, né en 1779, intègre avec son frère Louis Henri l'expédition Baudin qui débute en 1800 un voyage d'exploration scientifique français dans les mers du Sud au-delà du cap de Bonne-Espérance et jusque dans l'océan Pacifique. Après cette expédition il reçoit la mission de faire un tour du Monde.
Charles de Saulces de Freycinet, né en 1828, il commence sa carrière comme ingénieur polytechnicien puis il se lance en politique où il fait une brillante carrière. Il occupe différents postes ministériels et il est plusieurs fois président du Conseil. Il est élu à l'Académie française.

## Personnalités
- Louis Henri de Saulces de Freycinet (1777-1840), contre-amiral, gouverneur de La Réunion (1821-1826), gouverneur de la Guyane française (1827-1829), gouverneur de la Martinique (1829-1830), major général de la Marine à Toulon (1832-1834), préfet maritime de Rochefort (1834-1840), chevalier de Saint-Louis, commandeur de la Légion d'honneur
- Louis Claude de Saulces de Freycinet (1779-1842), géologue, cartographe et géographe, membre de l'expédition Baudin qui explora les terres australes (1800-1803), il reçut par la suite la mission de faire le tour du Monde (1817-1820). Il est élu membre de l'Académie des sciences en 1825, il participe à la création de la Société de géographie.
- Rose de Saulces de Freycinet (1794-1832), née Rose Marie Pinon, navigatrice française et épouse de Louis Claude de Saulces de Freycinet
- Charles Henri Auguste de Saulces de Freycinet (1823-1881), contre-amiral (1878), commandeur de la Légion d'honneur
- Charles de Saulces de Freycinet (1828-1923), ingénieur polytechnicien, sénateur (1876-1920), ministre des travaux publics (1877-1879), des affaires étrangères (1879-1880, 1882, 1885-1886), président du Conseil (1879-1880, 1882, 1886, 1890-1892), ministre de la guerre (1888-1894, 1898-1899), ministre d'État sans portefeuille (1915-1916), élu à l'Académie française au fauteuil 1 en 1890, président du Conseil général du Tarn-et-Garonne à partir de 1880

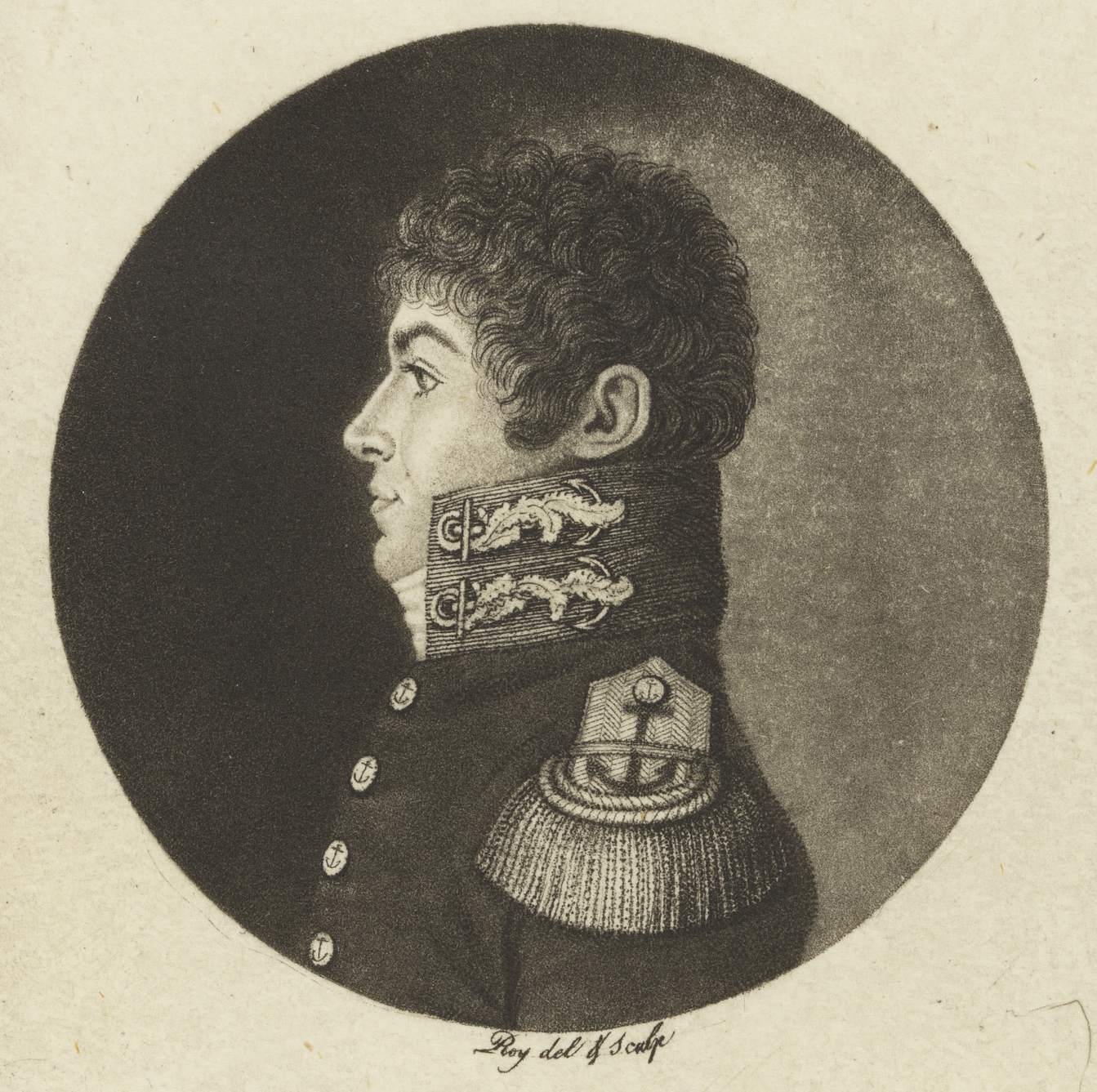
Louis Claude de Saulces de Freycinet, couramment appelé Louis de Freycinet (1779-1842)
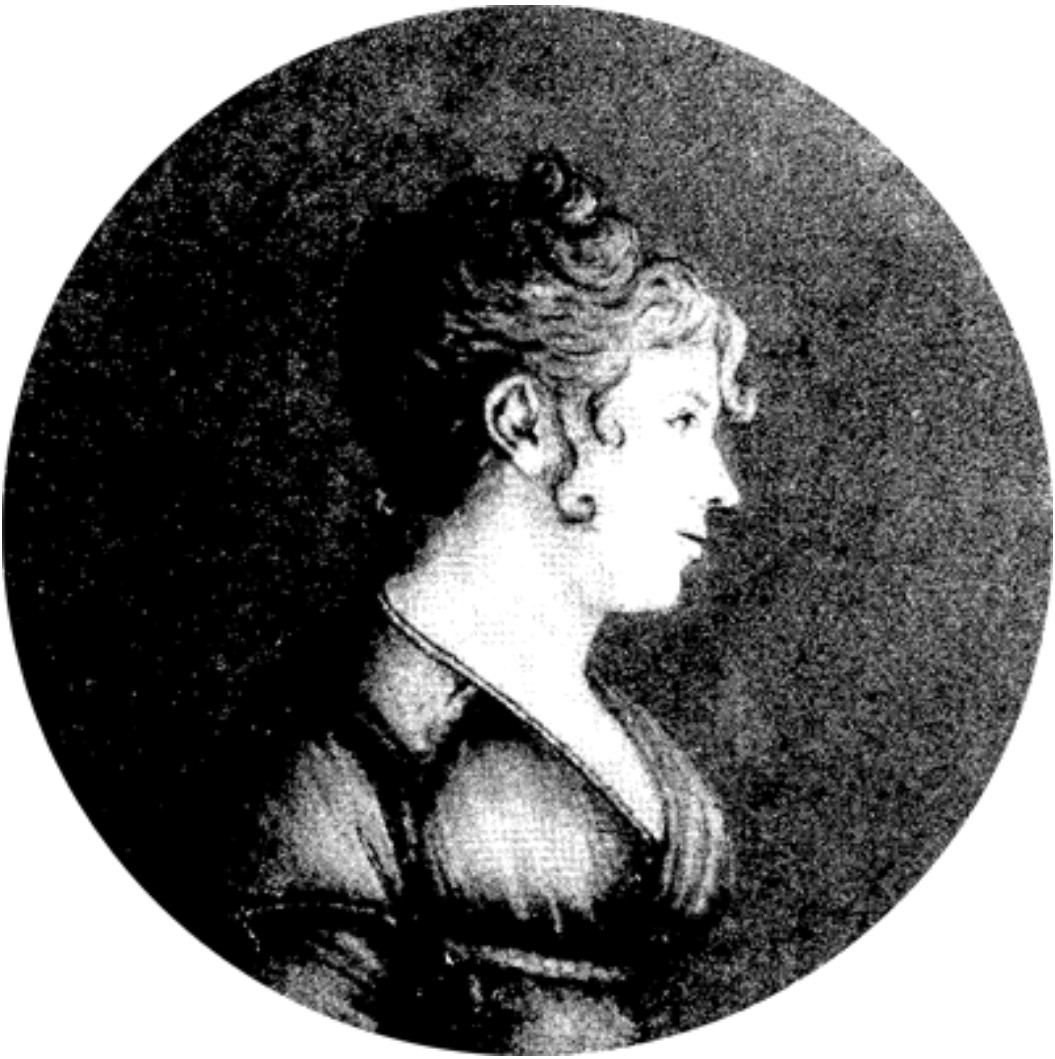
Rose de Freycinet (1794-1832), née Pinon, épouse de Louis Claude de Saulces de Freycinet
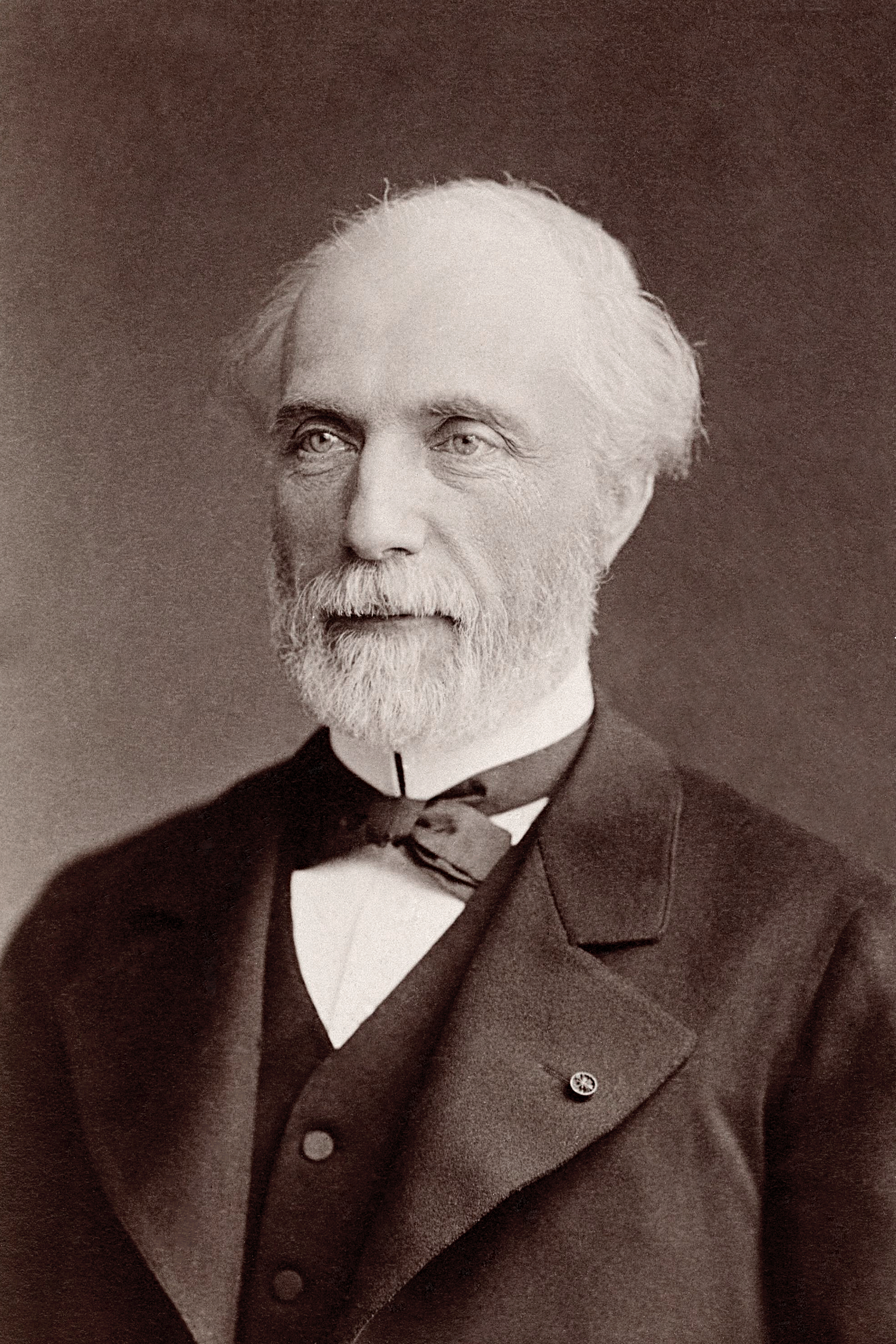
Charles-Louis Claude de Saulces de Freycinet, couramment appelé Charles de Freycinet (1828-1923)

## Alliances
Les principales alliances de la famille de Saulces de Freycinet sont : Pinon, Garnier de la Boissière, Malet, Bosc, etc.

## Armoiries
- Branche Saulces de Freycinet : D'or à trois roses tigées au naturel, soutenues d'un croissant de sable, au chef d'azur chargé de trois étoiles d'argent.[6]
- Branche Saulces de La Tour : D'azur à une tour d'or maçonnée, portillée et donjonnée de sable, reposant sur une terrasse du même.[7]

## Titre
- Baron à titre personnel et non héréditaire pour Louis Henri de Saulces de Freycinet en 1827[8]

## Postérité

### En hommage à Louis Claude de Freycinet
- Rue Freycinet à Paris, en l'honneur de Louis Claude de Saulces de Freycinet.
- le Parc national Freycinet dans la péninsule de Freycinet au centre-est de la Tasmanie, avec de nombreux points de carte portant le nom de marins de l'expédition Baudin et d'autres.
- la péninsule Freycinet de l'Est de la Tasmanie (Australie).
  - le cap Freycinet du sud-ouest de l'Australie.
  - l'île Freycinet, île chilienne au sud de la Terre de Feu.

### En hommage à Rose de Freycinet, épouse de Louis Claude de Freycinet
- Une colombe découverte sur l'île de Rawak, en Papouasie-Nouvelle-Guinée, porte le nom de Cartophage de Pinon.
- Deux plantes ont été baptisées en son honneur, l’Hibiscus pinonianus et la fougère Pinonia.
- L’île Rose, en Micronésie, a été nommée par son mari en son honneur.

### En hommage à Charles de Freycinet
- Gabarit Freycinet, norme régissant les écluses de certains canaux français définie en 1879.
- Péniches fluviales Freycinet, dites aussi « de type Freycinet » (correspondant au gabarit Freycinet).
- Plan Freycinet, important plan de construction de chemins de fer en France lancé en 1879.
- Prix de Freycinet. En 1928, l'Académie française est autorisée à accepter le legs fait par Mme Jeanne Bosc, veuve de Charles de Freycinet, de 250 000 francs pour l'attribution chaque année à des personnes pauvres des prix destinés à récompenser des actes de piété filiale, de courage et de dévouement. Mme Bosc lègue également 250 000 francs pour venir en aide à des savants, dont les ressources seraient insuffisantes pour leur permettre de poursuivre leurs études scientifiques ou encourager des recherches et des travaux profitables à la santé ou au progrès[9]. Ces legs porteront le nom de Fondation Charles-Louis de Saulses de Freycinet[10],[11].
- Liste des communes où l'on peut trouver une voie publique portant le nom de Charles de Freycinet :
  - Asnières-sur-Seine
  - Cahors
  - Foix, Place de Freycinet, jouxtant sa maison natale où en 1922 est votée la pose d'une plaque commémorative[12]
  - Lagny-sur-Marne
  - Saint-Étienne, quartier Saint-François.
  - Saint-Lô[13]
  - Talence

Il existe au mus'X de l’École Polytechnique, un espace Freycinet.

#### Archives et patrimoine
Le mobilier de bureau, les médailles, les archives  ainsi qu'un buste (par Henri Coutheillas) de Charles de Freycinet ont été légués en 1927 à l’École Polytechnique par sa fille Cécile restée sans descendance.